# 304368 Moricz
304368 Moricz este o planetă minoră (asteroid) din centura de asteroizi. A fost descoperită pe 26 septembrie 2006 la Piszkéstetői Obszervatórium⁠(d) de Krisztián Sárneczky⁠(d). 
Obiectul prezintă o orbită caracterizată de o semiaxă mare de 3,0128603829239 UAi, o excentricitate de 0,07, o înclinație de 12,9 ° în raport cu ecliptica.